# Geir Björklund
Geir Björklund, né le 20 avril 1969 à Mo i Rana en Norvège, est un écrivain norvégien spécialisé dans le domaine médical, journaliste et rédacteur en chef. Il est membre de l'Association mondiale des éditeurs médicaux (en).
Björklund est surtout connu comme un partisan actif de la médecine biologique et de la dentisterie sans mercure. Plusieurs de ses articles médicaux concernant les effets sanitaires de l'amalgame dentaire ont été présentés dans les journaux norvégiens. Geir Björklund est également connu comme le fondateur et ancien rédacteur en chef des revues Tenner & Helse (organe de l'Association norvégienne des soins dentaires des patients Forbundet Tenner og Helse) et Nordisk Tidsskrift for Biologisk Medisin. Il a également eu des missions de conseil pour le Agence norvégienne de la santé et des services sociaux,.